# Žuželčje krilo
Krila žuželk so parni izrastki žuželčjega zunanjega skeleta, ki jim omogočajo letenje. Izvorno izraščajo iz drugega in tretjega člena oprsja pri vseh redovih žuželk, razen primitivnih pračeljustnic in ščetinorepk. V splošnem so tanke, široke in dolge kožnate strukture, ojačane z vzdolžnimi žilami, ki tvorijo značilen vzorec, povezujejo pa jih prečne žile, s čimer tvorijo v krilih "celice" - membranaste površine, omejene z vzdolžnimi in s prečnimi žilami.
Po prisotnosti kril višje razvite žuželke združujemo v podrazred krilatih žuželk (Pterygota). Med krilatimi žuželkami pa so nekatere skupine sekundarno brez kril (zasnove za krila se pojavijo pri ličinkah, a se ob preobrazbi ne razvijejo). Izguba kril je po navadi prilagoditev na zajedavski način življenja, kot je to pri bolhah in zajedavskih ušeh. Tudi pri ostalih skupinah žuželk pa je z evolucijo lahko prišlo do preoblikovanja osnovne zgradbe kril zaradi določenega načina življenja, v skrajnem primeru tudi do izgube enega od parov. Najočitnejši primeri prilagoditev so:
- otrditev sprednjega para v pokrivače (elitre) za zaščito zadnjega para, npr. pri hroščih, kobilicah in posnemalcih,
- preoblikovanje enega od parov v utripače (haltere), ki pomagajo vzdrževati ravnotežje pri dvokrilcih in pahljačekrilcih ter
- poraščenost z luskicami pri metuljih

Krila lahko manjkajo tudi samo pri določenih predstavnikih vrste, največkrat pri samicah (v primeru pahljačekrilcev) ali delavcih in drugih spolno neaktivnih osebkih socialnih vrst žuželk.
Izvor kril pri žuželkah še ni povsem pojasnjen. Po eni od teorij naj bi se razvila iz premičnih škržnih plošč, kakršne imajo ličinke enodnevnic.

## Ožiljenost kril
Žile v krilih žuželk niso analogne žilam vretenčarjev. So podolgovate, votle hitinaste strukture, ki nastanejo ob združitvi spodnje in zgornje stene krila. Krilu dajejo trdnost in prožnost. Večje vsebujejo tudi živce, vzdušnice in hemolimfo, manjše pa služijo samo kot opora. Membranaste površine med njimi, t. i. »celice«, so lahko zaprte (na vseh straneh jih omejujejo žile) ali odprte (na eni strani jih omejuje rob krila).
Ožiljenost kril vseh žuželk naj bi se razvila iz domnevnega primitivnega arhetipa, ki mu pravimo archedictyon. Osnovni vzorec je pri različnih skupinah žuželk spremenjen z redukcijo ali cepitvijo glavnih žil. Nastane za skupino ali ožje značilen vzorec, ki je pogosto uporaben pri določanju žuželk, ponekod tudi do vrste natančno. Leta 1898 sta entomologa John Henry Comstock in George Needham razvila sistem za poimenovanje žil v krilih, ki je v uporabi še danes in je pomembno pripomogel k dokazu o skupnem izvoru vseh žuželčjih kril.

## Letenje
Sposobnost letenja, ki ga žuželkam omogočajo krila, je omogočila žuželkam, da so poselile skoraj ves svet in bistveno prispevala k uspešnosti te živalske skupine. Hitrost in gibčnost v zraku jim daje sposobnost natančne kontrole gibanja in do določene mere tudi oblike kril. Gibanje kril omogočajo obsežne letalne mišice v oprsju, ki so pri mnogih žuželkah eden glavnih porabnikov energije v telesu. Pri večini žuželk se ne pripenjajo neposredno na bazo kril, temveč na zgornji del kutikule (notum). Ob skrčenju deformirajo kutikulo, ta pa premakne krila, ki so vpeta vanjo. Glavno delo opravljajo mišice, ki deformirajo kutikulo navzdol, kar povzroči zamah krila navzgor. Za zamah navzdol so namenjene mišice, ki deformirajo kutikulo od spredaj nazaj, del dela pa opravi tudi elastičnost kutikule, ki se po zamahu navzgor vrne v prvotno obliko. Žuželke s takim (posrednim) mehanizmom letenja združujemo v skupino Neoptera (»moderne krilate žuželke«). Pri kačjih pastirjih in enodnevnicah pa se letalne mišice pripenjajo neposredno na bazo kril, ki so gibljvo vpeta v kutikulo, in po principu tečaja premikajo krilo podobno kot veslač premika veslo. Po tej lastnosti redova združujemo v skupino Palaeoptera (»staromodne krilate žuželke«). Neposredna omišičenost kril jim omogoča neodvisno premikanje vsakega krila posebej, na račun česar lahko kačji pastirji v zraku izvajajo neverjetne akrobacije.